# Anagyrus zaitzevi
Anagyrus zaitzevi är en stekelart som beskrevs av Trjapitzin 1972. Anagyrus zaitzevi ingår i släktet Anagyrus och familjen sköldlussteklar.
Artens utbredningsområde är:
- Mongoliet.
- Turkmenistan.

Inga underarter finns listade i Catalogue of Life.